# Endospermum labios
Endospermum labios är en törelväxtart som beskrevs av Richard Schodde. Endospermum labios ingår i släktet Endospermum och familjen törelväxter. Inga underarter finns listade i Catalogue of Life.